# Bedeteca

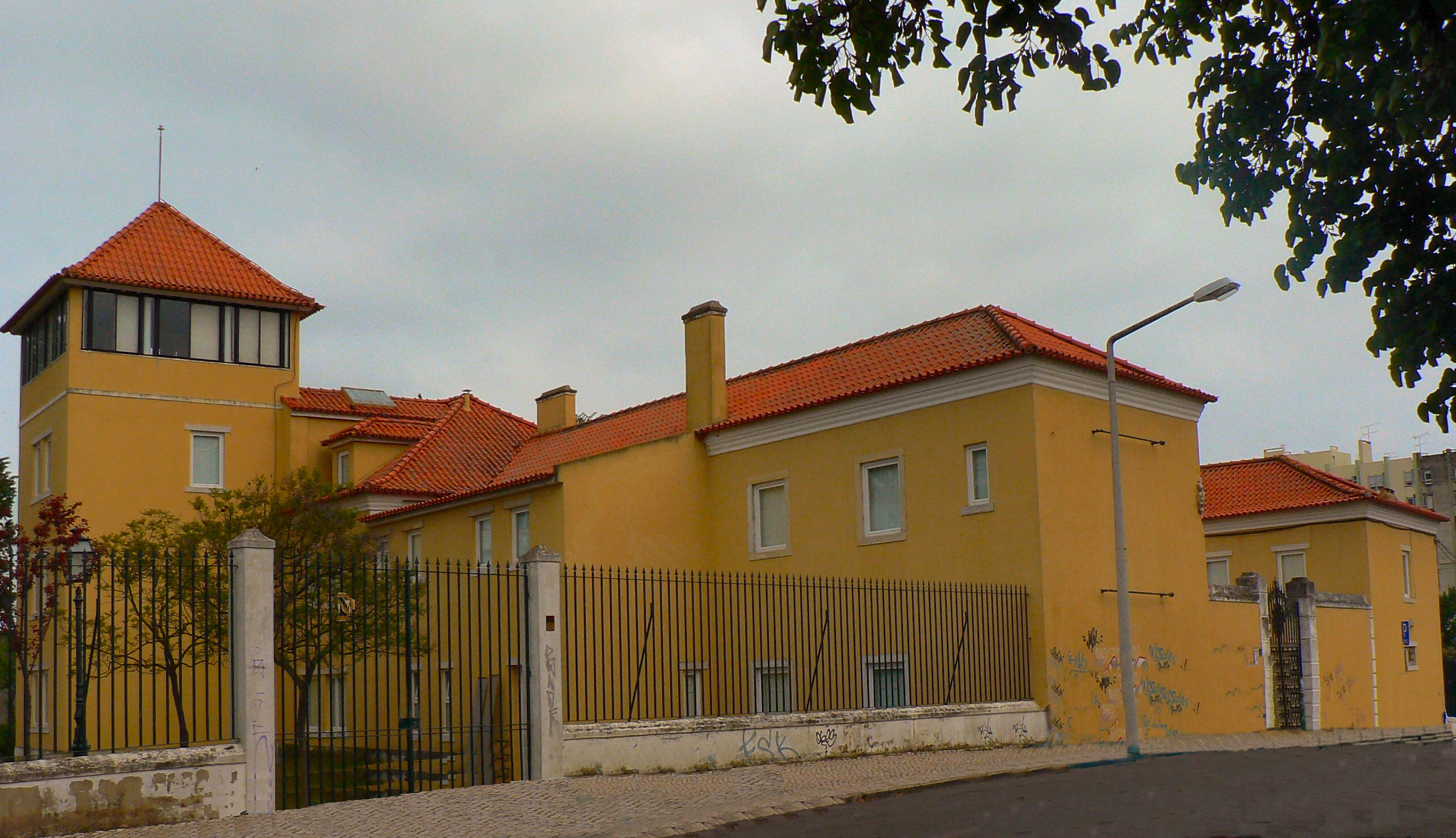
Edifício da Bedeteca Municipal de Lisboa.

Uma bedeteca (português europeu) ou gibiteca (português brasileiro) é um edifício que funciona como biblioteca, mas que está vocacionada para banda desenhada (português europeu) ou histórias em quadrinhos (português brasileiro). bibliotecas com mangas (banda desenhada japonesa) são chamadas de "mangatecas", as bibliotecas de fanzines são chamadas de fanzinotecas ou fanzinetecas e as bibliotecas de folhetos de cordel são chamadas de cordeltecas.

## Definição

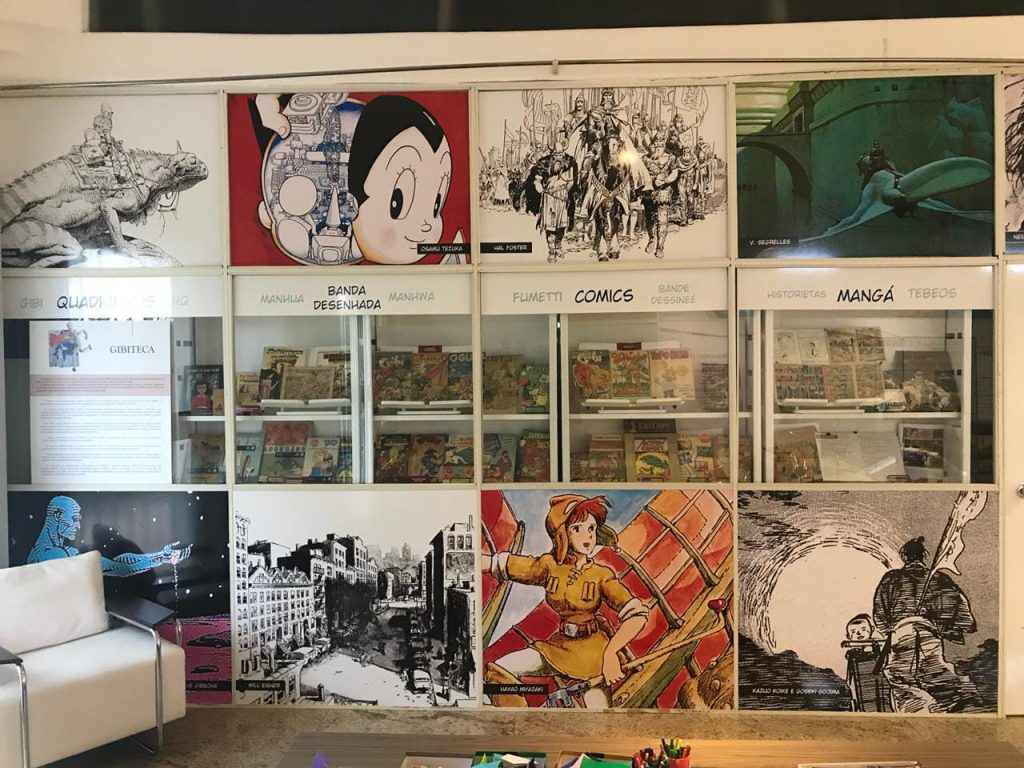
Gibiteca em Foz do Iguaçu, no Paraná, Brasil

Uma bedeteca é uma biblioteca de banda desenhada (abreviada em "bd", pronunciada bêdê), local destinado ao armazenamento, organização e disponibilização de bandas desenhadas. Podendo ser pública ou não. Ambiente alternativo de leitura e lazer, pois no local encontramos diferentes tipos de eventos, seja cultural, artístico e educacional, tem como um dos objetivos estimular a leitura de crianças e adolescentes.
O gibi é apresentado como uma excelente alternativa de literatura que associa imagens às palavras de maneira simples, rápida e espontânea. Elas vêm se afirmando como um vantajoso auxílio na formação de leitores. Por ser um elemento lúdico que prende atenção dos jovens fazendo que sua criatividade seja estimulada.

## Histórico

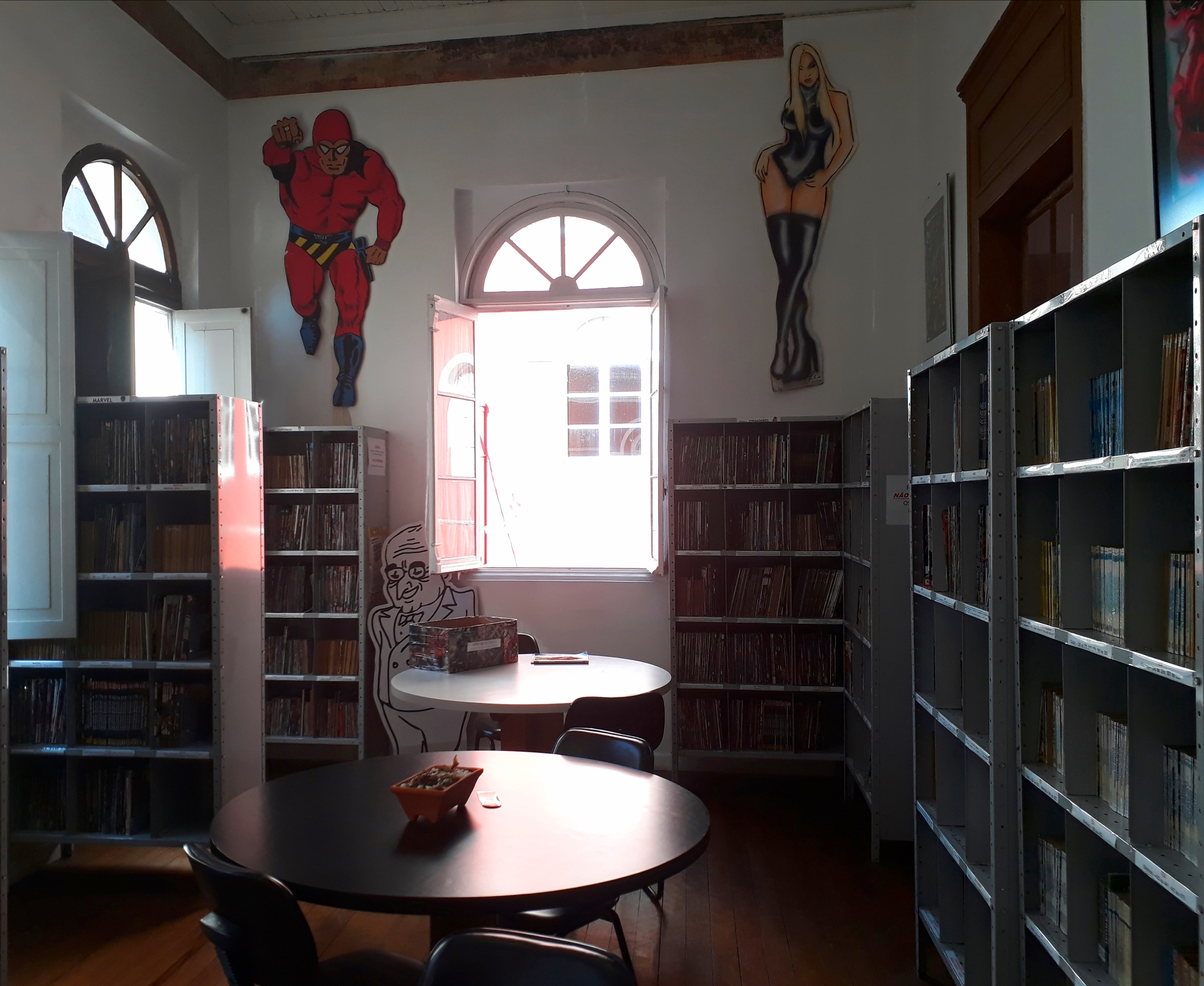
Gibiteca de Curitiba, no Paraná, Brasil.

No início da década de 1970, a Editora Brasil-América   inaugurou o Museu Permanente de Histórias em Quadrinhos com títulos de exemplares de vários lugares do mundo.
A primeira bedeteca pública inaugurada no Brasil foi a Gibiteca de Curitiba, criada em 1982, conta com um acervo de revistas infantis, super-heróis, humor, terror, cartoons, fanzines, mangas, exemplares estrangeiros e também as primeiras edições de "O Tico Tico" e "O Globo Juvenil".
Em São Paulo está a Gibiteca Henfil, Órgão do Departamento de Bibliotecas Infanto-Juvenis da Secretária de Cultura do município de São Paulo, é mantida por um organismo do Estado. Desenvolve atividades como, oficinas, palestras, exposições entre outros.
Na Biblioteca Nacional, no Rio de Janeiro há um grande acervo de banda desenhadas antigas, incluindo o acervo da Editora Brasil-América. Em 2012 a instituição anunciou a digitalização da revista brasileira O Tico-Tico.
Considerava a biblioteca de livros em japonês no Brasil, a biblioteca da colônia japonesa de São Miguel Arcanjo (São Paulo) possui uma grande acervos de mangas.
A banda desenhada enfrentaram dificuldades nas bibliotecas públicas, sendo relegados a segundo plano, visto que alguns profissionais bibliotecários não deram o devido tratamento técnico como, catalogação, indexação e classificação para essas obras. Mas com o surgimento da bedeteca e a compreensão de que a banda desenhada é uma fonte riquíssima de informação esse panorama começou a mudar. A bedeteca passou a ser um anexo da biblioteca ou ganhou um espaço próprio e começou a desenvolver atividades independentes.

## Bedeteca escolar
A inserção de uma bedeteca na escola, como uma forma básica de grande valia para o melhor aprendizado do aluno, que tem como foco incentivar o hábito da leitura e escrita entre crianças e adolescentes, algo que é pouco difundido entre eles.
A leitura se estabelece como fator decisivo na moldagem de cidadãos críticos, capacitando-os a analisarem a construção de um texto, a terem espírito crítico, argumentar, e a terem a oportunidade de discutir e divulgar suas ideias elemento essencial para o exercício da cidadania. E essa construção se inicia ainda na fase infantil do ser humano, onde é vital a introdução de uma literatura atraente que possa garantir a produção de um leitor assíduo e respectivamente bem instruído no meio social. A bedeteca ou BDs nomeadas também como: histórias aos quadradinho é uma possibilidade de entretenimento para todas as faixas etárias. As bandas desenhadas podem servir para aproximar os jovens do universo da leitura, possibilitando a formação de novos leitores, desenvolver a criatividade abrindo caminho para a leitura de textos mais complexos. Também apontada como opção didática, que já vem sendo inserida em algumas escolas, auxiliando no processo de aprendizagem, pois os adeptos a essa feição reconhecem que o conteúdo transmitido muitas vezes com caráter divertido, viabiliza uma compreensão mais flexível do saber. Para se montar uma bedeteca os gastos são praticamente nulos, no entanto, é imprescindível o espaço, a boa vontade e criatividade.

## O papel do bibliotecário como mediador da bedeteca
Senhora de idade, óculos na ponta do nariz, coque na cabeça, saia longa, imagem taciturna pedindo silêncio, guardando livros, figura distante e sem possibilidade de interação, uma verdadeira guardiã do acervo, essas representações contribuem para a formação de rótulos e percepções a respeito dos bibliotecários, gerando na sociedade visões generalizadas, interpretações indevidas e negativas. Essas visões são representações das relações sociais, muitas vezes constituídas pela sociedade que desconhece a dimensão social do trabalho desse profissional, ou por ter a compreensão de que o bibliotecário é apenas um guardador de livros, não reconhecendo sua relevância e contribuição no processo de democratização da informação e do conhecimento. A profissão de bibliotecário está bem mais dinâmica, principalmente por a crescente explosão de informação, crescimento das novas tecnologias de informação e comunicação. O papel do bibliotecário como mediador da bedetecapode quebrar de uma vez por todas esse paradigma de assustar os usuários.
A iniciativa da bedetecas possui dois perfis, algumas são empreendidas por amantes de banda desenhada, oferecendo atividades dinâmicas, porém não possui os conhecimentos técnicos da biblioteconomia afetando a recuperação precisa da informação. Em contraposição o acervo organizado por bibliotecário deixa a desejar na questão do dinamismo e entusiasmos. Muitas vezes nem o trabalho de recuperação da informação é tão competente, visto que alguns profissionais não consideram a banda desenhada, como fonte de informação, não merecendo sua atenção dando o menor tratamento técnico possível, pois seu precioso tempo de trabalho exercendo atividades de catalogação, indexação, classificação não poderia ser desperdiçado em vão. Assim as bandas desenhadas ficavam com restos de tempo e atenção, a maioria dos bibliotecários contentando-se apenas em espalha-los em cestas ao longo do ambiente da biblioteca. Mas é claro que isso não é um padrão, existem casos de bibliotecários que fizeram um trabalho dinâmico nessa área. Como é o caso da Gibiteca de Curitiba e da Gibiteca Henfil  em São Paulo.
O bibliotecário pode e deve trabalhar para construir um ambiente atraente e desenvolver a mentalidade dos usuários. A biblioteca é um espaço propício para a construção do senso crítico dos leitores podendo assim gerar mudanças no comportamento em relação à sociedade. A bedeteca pode ter a função de intermediar, ser uma conexão no questionamento dos leitores. E insere-se no contexto do entendimento. Pontuando o papel do bibliotecário educador, não aquele que irá competir com o professor, e sim como agente transformador de realidade. Então cabe ao bibliotecário se desfazer dos seus preconceitos e arriscar. Servir a comunidade, propagando conhecimento, orientando os caminhos para o acesso à informação. Até ajudando a romper com o abismo existente entre a elite e as classes mais abastardas da sociedade.